# Gary Snyder
(Gary Snyder)
Gary Snyder (San Francisco, 8 maggio 1930) è un poeta, ambientalista, saggista e conferenziere statunitense.
Spesso associato alla Beat Generation, viene descritto come il "poeta dell'ecologia profonda" ed è uno dei precursori dell'ecopoesia. Dagli anni cinquanta in poi ha pubblicato diari di viaggio e alcuni saggi in cui si riflette la sua immersione sia nella spiritualità buddhista che nella natura. Snyder ha anche tradotto dal cinese antico e dal giapponese moderno. Come critico sociale, Snyder ha molto in comune con Lewis Mumford, Aldous Huxley, Karl Hess, Aldo Leopold, e Karl Polanyi. Nel 1975 vinse il Premio Pulitzer per la poesia

## Biografia
Gary Sherman Snyder nacque a San Francisco in una famiglia di origini tedesche, scozzesi-irlandesi e inglesi. Impoveritisi durante la Grande depressione, i genitori, Harold e Lois Hennessy Snyder, si trasferirono con Gary e la sorella nella contea di Kitsap, nello Stato di Washington a pochi chilometri da Seattle; qui Gary scoprì il piacere di stare all'aria aperta e la ricchezza dell'ambiente naturale, nonché la presenza dei nativi americani Salish e l'interesse per quel popolo. Oltre ad andare a scuola, Gary lavorò fabbricando scandole di legno di cedro.
A sette anni Snyder fu costretto a letto per quattro mesi per un incidente. Di quel periodo in seguito dichiarò:
Dopo dieci anni di permanenza nella contea di Kitsap la famiglia si trasferì nuovamente, questa volta a Portland, nell'Oregon.
I genitori di Snyder si separarono e, durante l'adolescenza, Gary e la sorella crebbero con la madre, giornalista. In quel periodo Snyder fece il fattorino per un giornale, supervisore in un campeggio e divenne arrampicatore con il gruppo giovanile dei Mazamas. L'alpinismo rimase un interesse per lui, specialmente dai venti ai quarant'anni.
Nel 1947 entrò al Reed College con una borsa di studio. Qui incontrò i poeti Philip Whalen e Lew Welch, e per qualche tempo abitò assieme allo scrittore Carl Projuan. Al Reed pubblicò le prime poesie nel giornale d'istituto. Passò l'estate lavorando come marinaio, un'esperienza che ripeté a metà degli anni cinquanta e che gli servì, oltre che a guadagnare qualche soldo, a toccare con mano le diverse culture nelle città portuali e ad entrare in contatto in maniera ancor più profonda con l'oceano. Nel 1951 conseguì una laurea in antropologia e letteratura e passò l'estate lavorando come scortecciatore nella riserva indiana di Warm Springs, un'esperienza alla base di alcune delle prime poesie che pubblicò (inclusa A Berry Feast) poi raccolte in un volume dal titolo Il territorio interno. Negli anni successivi Snyder lavorò come guardiano per la prevenzione degli incendi nel parco nazionale di Desolation Peak. Abbracciò anche le idee alla base del buddhismo, la meditazione zen, e, attraverso la sua arte, alcuni atteggiamenti verso la natura tipici dell'Estremo Oriente. Si iscrisse all'Università dell'Indiana a Bloomington per approfondire gli studi in antropologia, ma se ne andò dopo un solo semestre influenzato dagli scritti di Daisetsu Teitarō Suzuki, un famoso autore giapponese di saggi e libri sul buddhismo e ritornò a San Francisco, per "affondare o nuotare come un poeta".

### L'incontro con la scena beat

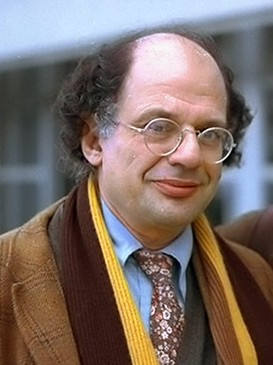
Allen Ginsberg nel 1978

A San Francisco visse con Philip Whalen col quale condivideva un sempre maggiore interesse per il buddhismo zen. Nel 1953 si iscrisse all'Università della California per studiare la cultura e le lingue asiatiche. Snyder continuò a passare le estati lavorando nelle foreste, tra cui un'estate come costruttore di sentieri nel parco di Yosemite. Passò qualche mese nel 1955 vivendo in una baita nella Mill Valley con Jack Kerouac. In questo periodo Snyder frequentò occasionalmente l'American Academy of Asian Studies dove insegnavano Saburo Hasegawa (un pittore Zen) e Alan Watts (noto per i suoi studi di filosofia orientale) e scrisse alcune opere. Iniziò anche la traduzione delle poesie della "fredda montagna" dell'eremita cinese dell'VIII secolo Hanshan; questo lavoro apparve come chapbook nel 1959 col titolo Riprap & Cold Mountain Poems.
Snyder incontrò Allen Ginsberg quando quest'ultimo lo cercò su consiglio di Kenneth Rexroth, grazie al quale sia lui che Kerouac divennero più popolari. Questo periodo fornì a Kerouac il materiale per I vagabondi del Dharma e Snyder fu d'ispirazione per il personaggio principale, Japhy Ryder. Dato che la maggioranza delle persone del movimento Beat provenivano dalle grandi città, scrittori come Ginsberg e Kerouac trovarono Snyder, con le sue esperienze di lavori manuali e di vita rurale, un individuo interessante, quasi esotico. Lawrence Ferlinghetti disse che Snyder era "il Thoreau della Beat Generation".
Il 7 ottobre 1955 Snyder lesse il suo poema A Berry Feast al famoso reading della Six Gallery che sarebbe stato precursore del "Rinascimento di San Francisco" a cui parteciparono anche Philip Lamantia, Mike McClure, Allen Ginsberg (che organizzò l'evento e lesse per la prima volta pubblicamente il suo Urlo) e Philip Whalen. Questo evento segnò anche il primo coinvolgimento di Snyder nella scena Beat.
Come raccontato da Kerouac ne I vagabondi del Dharma, anche se solo venticinquenne Snyder sentiva di avere un ruolo nel futuro incontro tra occidente e oriente. Il primo libro di Snyder, Riprap, influenzato dall'esperienza di guardiano nella foresta e di costruttore di sentieri nel Yosemite, fu pubblicato nel 1959.

### Giappone

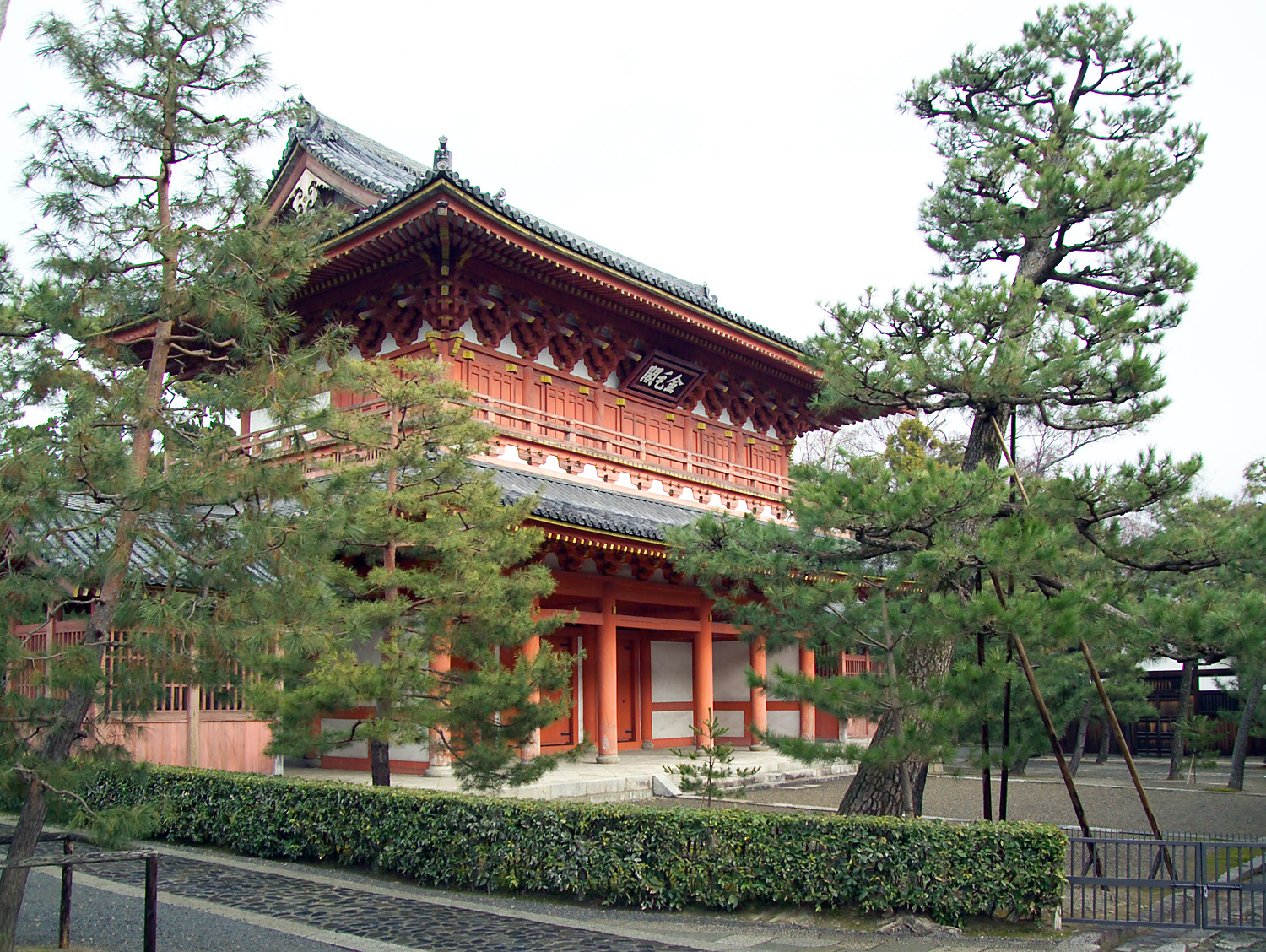
L'entrata del tempio Daitoku-ji

Snyder fu uno dei più seri studiosi del buddhismo zen nella Beat Generation e lo praticò attivamente. Passò gran parte degli anni tra il 1956 e il 1968 in Giappone studiando Zen prima al monastero Shokoku-ji e poi al Daitoku-ji a Kyoto, e lavorando come traduttore assieme a Ruth Fuller Sasaki per poi andare a vivere con altre persone in una piccola isola vulcanica. I suoi precedenti studi in lingua cinese lo aiutarono ad immergersi nella tradizione Zen (che trova le sue radici nella dinastia Tang) e ad intraprendere alcuni progetti professionali.
Snyder decise di non diventare un monaco e pianificò un eventuale ritorno negli Stati Uniti per "girare la ruota del dharma". Nel 1960 sposò una poetessa statunitense, Johanne Kyger, con la quale visse in Giappone.
In questo periodo pubblicò una raccolta di poesie scritte tra l'inizio e la metà degli anni cinquanta, Miti e testi (1960), e Six Sections from Mountains and Rivers Without End (1965), che segnò l'inizio di un progetto a cui Snyder continuò a lavorare fino alla metà degli anni novanta.
Negli anni in Giappone Snyder fu anche iniziato al Shugendō, una forma antica di animismo giapponese. All'inizio degli anni sessanta viaggiò per qualche mese attraverso l'India con, Allen Ginsberg, Peter Orlovsky e sua moglie Johanne, dalla quale divorziò poco più tardi, nel 1965. In Giappone nacque in lui anche l'interesse per la geomorfologia e per le scienze forestali, interessi che emergono anche nei suoi saggi, nelle interviste e nella poetica.
Snyder visse per qualche tempo con in gruppo di giapponesi a Suwanose, una piccola isola nel Mar Cinese Orientale, dove raccoglievano rifiuti sulla spiaggia, piante commestibili e pescavano. Sull'isola, nel 1967, sposò Masa Uehara, la madre dei due figli di Snyder, Kai e Gen, dalla quale divorziò nel 1989.
Nel 1968 venne pubblicato Il territorio interno, una raccolta di poesie scritte nei precedenti quindici anni. Snyder dedicò una sezione alla fine del libro alla traduzione di diciotto poesie di Myazawa Kenji, un poeta giapponese morto nel 1933. Verso la fine degli anni sessanta, Snyder e sua moglie si trasferirono nella Baia di San Francisco e nel 1971 nella rurale San Juan Ridge sulle montagne della Sierra Nevada, dove con altri amici costruirono una casa con uno stile architettonico tra quello rurale giapponese e dei nativi americani.

### Ritorno negli Stati Uniti
Il ritorno negli Stati Uniti segnò per Snyder un allontanamento stilistico dai lavori precedenti. Dalla fine degli anni sessanta il contenuto delle poesie di Snyder si arricchì delle esperienze familiari, degli amici e della comunità, raccolte come Regarding Wave (1969) offrono poesie cariche d'emozione, metaforiche e liriche.
La maggior parte delle poesie pubblicate negli anni settanta risentono della reimmersione nella vita del continente americano e l'adesione al movimento di "ritorno alla terra", un fenomeno sociale di migrazione dalle città alle aree rurali verificatosi in Nord America soprattutto tra gli anni sessanta e gli anni settanta. Nel 1975, con L'isola della tartaruga, nome che i nativi americani davano al continente americano, vinse il Premio Pulitzer per la poesia.
Snyder scrisse anche numerosi saggi a sostegno delle sue idee su poesia, cultura, sperimentazione sociale e condizioni ambientali, quasi tutti raccolti in Earth House Hold (1969), The Old Ways (1977), The Real Work (1980), Il mondo selvaggio (1990), A Place in Space (1995) e The Gary Snyder Reader (1999). Nel 1979 pubblicò He Who Hunted Birds in His Father's Village: The Dimensions of a Haida Myth. I diari dei suoi viaggi in India apparvero nel 1983 col titolo Passage Through India.
Le parole di Snyder hanno offerto molti spunti di riflessione, soprattutto dalla seconda metà degli anni sessanta, attraverso suoi eclettici interessi per cultura, storia naturale, religione, critica sociale, America contemporanea e tutti gli aspetti della vita rurale, le sue idee sulla letteratura, cui è stata data piena articolazione. Nel 1967, ad esempio in una conversazione registrata per il San Francisco Oracle (un giornale underground), Alan Watts, un amico di Snyder, discusse dei problemi del mondo causati dall'esplosione demografica. Il commento di Snyder fu che "piegare o modificare la mente come sembra stia succedendo in occidente, specialmente al giorno d'oggi, può portare al risultato - in ultima analisi - che una vasta parte della popolazione voglia volontariamente ridursi di numero".
Snyder ha subito accettato le implicazioni di vasta portata della teoria del picco di Hubbert emergente nel dibattito politico degli anni settanta; spesso parlò del "sussidio del combustibile fossile" che sotto forma di carbone e petrolio ha distorto molti aspetti delle relazioni e delle attività umane come l'agricoltura, la vita suburbana, la ricchezza e la povertà.
Negli anni ottanta e novanta Snyder espresse molte delle sue intuizioni ed idee in saggi, pubbliche letture ed articoli pubblicati da giornali ambientalisti, poi raccolte un volume.
Nel 1985 Snyder divenne professore del programma di scrittura creativa alla Università della California a Davis. Qui iniziò ad influenzare le nuove generazioni di autori interessati alla scrittura dell'Estremo Oriente. Snyder è professore emerito di inglese.
Nel 1989 divorziò da Masa Uehara e nel 1991 sposò Carole Koda. Il matrimonio durò fino alla morte di quest'ultima, avvenuta nel 2006.
Dopo un periodo, tra gli anni ottanta e i primi novanta, di allontanamento dalla poesia dovuto all'impegno ambientalista e alla professione d'insegnante, nel 1996 pubblicò Mountains and Rivers Without End, nel quale, miscelando epica e lirica, celebra l'appartenenza ad uno specifico luogo del pianeta. Questo è probabilmente il suo lavoro più significativo ed è stato scritto nell'arco di più di quarant'anni.
Nel 2004 Snyder pubblicò Danger on Peaks, la sua prima raccolta di poesie dopo più di vent'anni.
Oltre al Premio Pulitzer, Snyder fu insignito del Premio Levinson dal giornale Poetry, dell'American Book Awards nel 1983, dell'American Poetry Society Shelley Memorial Award (1986) e fu introdotto alla American Academy of Arts and Letters (1987). Vinse nel 1997 il Premio Bollingen per la poesia e, lo stesso anno, il John Award per i suoi scritti ambientalisti. Snyder si è anche distinto per essere il primo americano a ricevere il Buddhism Transmission Award (1998) dalla fondazione giapponese Bukkyo Dendo Kyokai. Per il suo attivismo ambientale e sociale Snyder fu citato come uno dei cento visionari selezionati nel 1995 dalla rivista Utne Reader.

## Lo stile
Snyder usa principalmente il linguaggio parlato, anche se riesce ad adattare il suo stile a varie forme di poesia. Solitamente non fa un uso convenzionale della metrica né delle rime. "L'amore e il rispetto per le tribù primitive, il rispetto della Terra, la fuga dalla città e dall'industria sia nel passato che nel possibile, la contemplazione, la comunità" che si trovano all'interno di alcune poesie, ad esempio, secondo Glyn Maxwell sono prova dell'impegno e della sensibilità di Snyder.
L'autore e editor Stewart Brand scrisse che "La poetica di Gary Snyder l'identificazione con la vita del pianeta con inusuale semplicità dello stile e complessità dell'effetto".
Snyder ha sempre mantenuto questa sua personale sensibilità proveniente dall'interesse per i nativi americani e il loro rapporto con la natura e la sua conoscenza. Snyder ha cercato qualcosa di affine a questo attraverso il buddhismo, iniziato da Yamabushi, ed in altre esperienze ed altri interessi. Fin dalla giovinezza è stato un letterato, ed ha scritto della sua gratitudine verso scrittori a lui affini, come David Herbert Lawrence, William Butler Yeats e alcuni dei più grandi poeti dell'antica Cina. Anche William Carlos Williams ebbe una forte influenza su Snyder, specialmente nei primi lavori.
"Ho alcuni interessi che indago continuamente legati alla biologia, al misticismo, alla preistoria, alla teoria dei sistemi", disse una volta Snyder in un'intervista. Oltre alla "natura non-umana", la sessualità è qualcosa che spesso è presente nella poetica di Snyder.
Oltre al contenuto e allo stile, i suoi interessi per l'antropologia e la cultura dei popoli nativi americani, insieme con l'ambientalismo e il buddhismo, hanno influenzato il suo atteggiamento nei confronti della poesia. Egli ha spesso parlato della poesia come luogo di lavoro, e per lui il lavoro da fare è imparare ad essere nel mondo.
Snyder sostiene che poeti e gli esseri umani in generale hanno bisogno di adeguarsi a tempi molto lunghi e soprattutto a giudicare le conseguenze delle proprie azioni. La sua poesia affronta il divario tra la natura e la cultura come per indicare una via in cui i due possono essere più strettamente integrati.

## Snyder e il romanticismo
Molti critici ritengono che la poesia di Snyder sia romantica. Certamente molti aspetti della sua opera sanno di romanticismo: l'amore per i luoghi incontaminati della terra e l'attività delle forze naturali, l'interesse per le culture straniere e le antiche filosofie, il credere nell'importanza dell'intuizione nel suo percorso di vita, l'apertura alla validità della magia e dell'"inspiegabile".
Snyder è tra quegli scrittori che hanno cercato di combattere il luogo comune secondo cui i popoli primitivi sono dei sempliciotti, superstiziosi, ignoranti, brutali e dal carattere violento. Negli anni sessanta Snyder sviluppò un'idea neotribalista affine al postmodernismo, una teoria del sociologo francese Michael Maffesoli. Profondamente interessato ai popoli tribali, Snyder è sembrato essere comprensivo nei loro confronti nei suoi scritti degli anni settanta in cui li descrive come a stento capaci di prepotenze, egoismo o malignità. In controtendenza con le teorie più classiche, Snyder è sempre stato incline considerare il senso di appartenenza che legava i membri della tribù prevalente sulla xenofobia, sulle frequenti incursioni e sulle lotte lunghe generazioni intere.
Il moderno ritorno alla tribù, la società di massa con le inquietanti e distopiche possibilità da cui Marshall McLuhan ci mette in guardia, accettata da gran parte del mondo intellettuale, non è il futuro che Snyder si aspetta, dando nei suoi lavori un'interpretazione positiva della tribù e del mondo futuro.
Per questi motivi i critici hanno notato il romanticismo di Snyder bilanciato da un'evidente devozione ai fatti, apprezzamento delle capacità umane, espressione della gioia nel lavoro fisico, interesse nella scienza e il continuo meditare sulla responsabilità.
Ad un reading alla Oakland's Diesel Books il 17 febbraio 2007, Snyder negò di essere un romantico, dicendo che il romanticismo è più l'amore per sé stessi che per il mondo che ci circonda.

## Snyder e il movimento beat
Gary Snyder è considerato un membro della Beat Generation; fu uno dei poeti che parteciparono al famoso reading della Six Gallery a San Francisco, e fu il protagonista di I vagabondi del Dharma di Jack Kerouac. Alcuni critici sostengono però che la connessione tra Snyder e la Beat Generation sia esagerata, in quanto Snyder è un membro del San Francisco Renaissance, un movimento sviluppatosi indipendentemente dalla Beat Generation. Snyder stesso ha qualche riserva nel definirsi beat, ma non sembra avere alcuna obiezione ad essere definito tale.
In un'intervista alla University of North Dakota Writers Conference (poi pubblicata in The Beat Vision) disse:
Tuttavia va ricordato che mentre l'influenza beat è stata maggiore negli anni cinquanta, Snyder ha ricevuto maggior considerazione dalla fine degli anni sessanta.

## Opere
- Myths & Texts (1960)
- Six Sections from Mountains and Rivers Without End (1965)
- The Back Country (1967)
- Riprap and Cold Mountain Poems (1969)
- Regarding Wave (1969)
- Earth House Hold (1969)
- Turtle Island (1974)
- The Old Ways (1977)
- He Who Hunted Birds in His Father's Village: The Dimensions of a Haida Myth (1979)
- The Real Work: Interviews & Talks 1964-1979 (1980)
- Axe Handles (1983)
- Passage Through India (1983)
- Left Out in the Rain (1988)
- The Practice of the Wild (1990)
- No Nature: New and Selected Poems (1992)
- A Place in Space (1995)
- narrator of the audio book version of Kazuaki Tanahashi's Moon in a Dewdrop from Dōgen's Shōbōgenzō
- Mountains and Rivers Without End (1996)
- The Gary Snyder Reader: Prose, Poetry, and Translations (1999)
- The High Sierra of California, with Tom Killion (2002)
- Danger on Peaks (2005)
- Back on the Fire: Essays (2007)
- Tamalpais Walking, with Tom Killion (2009)
- The Etiquette of Freedom, with Jim Harrison (2010) film by Will Hearst with book edited by Paul Ebenkamp
- Nobody Home: Writing, Buddhism, and Living in Places, with Julia Martin, Trinity University Press (2014).
- This Present Moment (2015)

### Opere tradotte in italiano
- Un vulcano a Kyushu e altre poesie, trad. di V. Mantovan, Milano, Mondadori, 1974
- La grana delle cose, trad. di Alberto Cacòpardo, Torino, Edizioni Gruppo Abele, 1987; poi Roma E/O, 1996
- Nel mondo selvaggio, trad. di Augusto Sabbadini, Como, RED, 1992
- Ri-abitare nel grande flusso, Casalecchio di Reno, Arianna, 2001
- L'isola della tartaruga: poesie e saggi, trad. di Chiara D'Ottavi, Roma-Viterbo, Stampa Alternativa Nuovi equilibri, 2004
- Ritorno al fuoco: ecologia profonda per il nuovo millennio, trad. di Chiara D'Ottavi, Roma, Coniglio, 2008
- La pratica del selvatico, Velletri, Fiori Gialli Edizioni, 2010.
- Nel mondo poroso: saggi e interviste su luogo, mente e wilderness, trad. di Rita Degli Esposti, Milano-Udine, Mimesis, 2013
- In India, Viaggio di un poeta da giovane, trad. Anna Castelli, Milano, Fieldwork - Milieu, 2020